# Doktryna 24 znaków
Doktryna 24 znaków − doktryna chińskiej (ChRL) polityki zagranicznej sformułowana przez Deng Xiaopinga i zapisana 24 chińskimi znakami (nazywanymi 24 znakami Denga), która zakłada pozostawanie na uboczu głównego nurtu polityki międzynarodowej i ukrywanie własnego potencjału w celu zapewnienia sobie stabilnego otoczenia międzynarodowego jako podstawy stabilnego rozwoju.
Doktryna składa się z sześciu zasad:
- obserwujcie chłodno i spokojnie
- zabezpieczajcie pozycje
- zdobywajcie zaufanie
- ukrywajcie własne możliwości
- czekajcie na swój czas, nie wychodząc przed szereg
- nie podnoście głowy, żądając przywództwa